# Lambda Ceti
Lambda Ceti (Menkar, 91 Ceti) é uma estrela na direção da constelação de Cetus. Possui uma ascensão reta de 02h 59m 42.90s e uma declinação de +08° 54′ 26.6″. Sua magnitude aparente é igual a 4.71. Considerando sua distância de 424 anos-luz em relação à Terra, sua magnitude absoluta é igual a −0.86. Pertence à classe espectral B6III.